# Leçons de ténèbre
Pour plus de détails, voir Fiche technique et Distribution.
Leçons de ténèbre (Lektionen in Finsternis) est un film allemand réalisé par Werner Herzog, sorti en 1992.

## Synopsis
Le film se concentre sur les conséquences de la guerre du Golfe et plus particulièrement sur l'incendie de 732 puits pétrole koweïtiens par les forces irakiennes. Utilisant une musique religieuse et une narration détachée, le documentaire transforme le sujet barbare de la guerre vers une dimension poétique et méditative.

### Trame
Le film s'ouvre sur une citation de Blaise Pascal : « Der Zusammenbruch der Sternenwelten wird sich — wie die Schöpfung — in grandioser Schönheit vollziehen », qui signifie « L’effondrement des mondes étoilés se fera, comme la Création, dans une grandiose beauté. »
Le film est ensuite construit en treize segments de longueur variable, allant de quelques secondes à plusieurs minutes[réf. nécessaire].
1. Die Hauptstadt (La capitale)
2. Der Krieg (La guerre)
3. Nach der Schlacht (Après la bataille)
4. Fundstücke aus Folterkammern (Découverte des chambres de torture)
5. Satans Nationalpark (Parc national de Satan)
6. Kindheit (Enfance)
7. Es stieg ein Rauch auf, wie ein Rauch vom Ofen (Une fumée s'est élevée telle la fumée d'un four)
8. Eine Wallfahrt (Un pèlerinage)
9. Saurier unterwegs (Les dinosaures en mouvement)
10. Protuberanzen (Protubérances)
11. Das Versiegen der Quellen (Le tarissement des sources)
12. Leben ohne Feuer (La vie sans feu)
13. Ich bin so müde vom Seufzen; Herr, laß es Abend werden (Je suis tellement fatigué de soupirer ; Seigneur, que ce soit le soir)

## Fiche technique
- Titre : Leçons de ténèbre
- Titre original : Lektionen in Finsternis
- Réalisation : Werner Herzog
- Scénario : Werner Herzog
- Pays de production :  Allemagne
- Format : couleur — 35 mm — 1,78:1 — son stéréo
- Genre : documentaire
- Langue originale : allemand
- Durée : 50 minutes
- Date de sortie :
  - Allemagne : 21 février 1992 (Berlinale)